# Carroll O'Connor
John Carroll O'Connor (Manhattan, New York, 2 augustus 1924 – Culver City, Californië, 21 juni 2001) was een Amerikaans acteur van Ierse afkomst, die voornamelijk bekend werd met zijn rol als Archie Bunker in de sitcom All in the Family. Naast acteur was O'Connor bij gelegenheid ook schrijver, regisseur, componist en zanger van de tune van All in the Family.
O'Connor werd geboren in Manhattan, New York en zou een groot deel van zijn jeugd doorbrengen in Queens, de omgeving waar ook All in the Family later gesitueerd zou worden. In de Tweede Wereldoorlog diende hij bij de koopvaardij en na de oorlog studeerde hij Engels aan de Universiteit van Montana. Tijdens zijn studie werd hij geboeid door de theaterlessen, waar hij ook zijn toekomstige vrouw Nancy Fields trof, met wie hij in 1951 zou trouwen.
De O'Connors vertrokken naar Ierland, waar Carroll zijn studie voortzette aan University College Dublin. Daar werd hij ontdekt en geboekt voor het Gate Theatre in Dublin. Tot 1954 zou O'Connor in Europa werken, waarna hij terugkeerde naar New York om zijn geluk op Broadway te beproeven. Dat werd geen succes en O'Connor werkte als docent Engels op middelbare scholen.
Vanaf midden jaren vijftig probeerde hij als acteur aan de slag te komen. Hij speelde in het theater, in speelfilms, maar ook in bekende televisieseries als Gunsmoke, I Spy, The Fugitive en The Wild Wild West.
In 1968 werd een proefaflevering gemaakt van Those Were the Days, op basis van de Engelse serie Till Death do us part. De serie kwam niet direct van de grond, waarop in 1971 opnieuw een proefaflevering werd gemaakt, nu onder de titel All in the Family en met een andere rolbezetting. Dit zou leiden tot een van de succesvolste series aller tijden. O'Connor zei over zijn rol als Archie Bunker: "People see Archie Bunker everywhere. Particularly girls - poor girls, rich girls, all kinds of girls are always coming up to me and telling me that Archie is just like their dad."
Toen hij van CBS niet de kans kreeg een finale-aflevering te filmen voor Archie Bunker's Place in 1983, was O'Connor zo kwaad dat hij zwoer nooit weer voor CBS te zullen werken. Jaren later echter, in 1992, verhuisde zijn serie In the Heat of the Night van NBC naar CBS.
O'Connor speelde in die serie, die was gesitueerd in het zuiden van de VS, vanaf 1988 een hoofdrol als Bill Gillespie, een Iers-Amerikaanse politiecommissaris die te maken krijgt met een Afro-Amerikaanse ondercommissaris.

## Persoonlijk leven
O'Connor adopteerde een kind toen hij in Rome was voor opnamen van Cleopatra. Het werd vernoemd naar O'Connors broer Hugh, die in 1961 was omgekomen bij een motorongeluk. Hugh had later een belangrijke bijrol in de serie In the Heat of the Night. In 1995 pleegde hij zelfmoord door zichzelf dood te schieten, na een lang gevecht tegen drugsverslaving. Hij deed dit terwijl hij met zijn vader een telefoongesprek voerde.
O'Connor was diep getroffen door de gruwelijke dood van zijn zoon en zei over drugs en de dood van Hugh: "Get between your kids and drugs any way you can if you want to save their lives. Nothing will give me any peace. I've lost a son. And I'll go to my grave without any peace over that." De dood van Hugh kreeg een staartje, want Carroll beschuldigde een man van medeplichtigheid aan de dood van zijn zoon. Volgens O'Connor had hij Hugh voorzien van drugs. De beschuldigde man sleepte O'Connor voor de rechter wegens smaad en inbreuk op zijn privacy. O'Connor won de rechtszaak.
O'Connor had een restaurant in Beverly Hills. Het sloot voorgoed na de Northridge-aardbeving op 17 januari 1994.
In 2000 deed hij mee aan een commercial voor 'Partnership for a Drug Free America'.
Op 21 juni 2001 klaagde hij over pijn op de borst. O'Connor had suikerziekte en werd direct naar het ziekenhuis gebracht. Twee uur na aankomst overleed hij aan een hartaanval. Carroll O'Connor werd 76 jaar oud en stierf 37 dagen voor zijn 50ste trouwdag. Hij werd begraven in Westwood Village Memorial Park Cemetery.

## Filmografie
- Return to Me (2000) - Marty O'Reilly
- Gideon (1999) - Leo Barnes
- Mad About You televisieserie - Gus Stemple (Afl., Jamie's Parents, 1996|The Birth: Part 1 & 2, 1997|Paved with Good Intentions, 1999)
- 36 Hours to Die (televisiefilm, 1999) - Jack 'Balls' O'Malley
- Party of Five televisieserie - Jake Gordon (6 afl., 1996)
- In the Heat of the Night: Grow Old Along with Me (televisiefilm, 1995) - Chief Bill Gillespie
- In the Heat of the Night: By Duty Bound (televisiefilm, 1995) - Chief Bill Gillespie
- In the Heat of the Night: Who Was Geli Bendl? (televisiefilm, 1994) - Sheriff William 'Bill' Gillespie
- In the Heat of the Night: A Matter of Justice (televisiefilm, 1994) - Sheriff Bill Gillespie
- In the Heat of the Night: Give Me Your Life (televisiefilm, 1994) - Chief Bill Gillespie
- In the Heat of the Night televisieserie - Chief/Sheriff Bill Gillespie (145 afl., 1988-1994)
- The Father Clements Story (televisiefilm, 1987) - Cardinal Cody
- Convicted (televisiefilm, 1986) - Lewis May
- The Redd Foxx Show televisieserie - Rol onbekend (Afl., Old Buddies, 1986)
- The GLO Friends Save Christmas (1986) - Santa
- Brass (televisiefilm, 1985) - Frank Nolan
- Archie Bunker's Place televisieserie - Archie Bunker (96 afl., 1979-1983)
- Gloria televisieserie - Archie Bunker (Afl., Gloria, the First Day (Niet uitgezonden pilot, 1982)
- All in the Family televisieserie - Archie Bunker (202 afl., 1971-1979)
- A Different Approach (1978) - Rol onbekend
- The Last Hurrah (televisiefilm, 1977) - Frank Skeffington
- Law and Disorder (1974) - Willie
- Of Thee I Sing (televisiefilm, 1972) - John P. Wintergreen
- The Sonny and Cher Comedy Hour Televisieserie - De CBS Censor (Episode 2.1, 1971, niet op aftiteling)
- Rowan & Martin's Laugh-In televisieserie - Gast-optreder (Episode 5.12, 1971)
- Doctors' Wives (1971) - Dr. Joe Gray
- Kelly's Heroes (1970) - Maj. Gen. Colt
- Insight televisieserie - Rol onbekend (Afl., The Day God Died, 1970)
- Marlowe (1969) - Lt. Christy French
- Death of a Gunfighter (1969) - Lester Locke
- Disneyland televisieserie - Rol onbekend (Afl., Ride a Northbound Horse: Part 1 & 2, 1969)
- Fear No Evil (televisiefilm, 1969) - Myles Donovan
- For Love of Ivy (1968) - Frank Austin
- Premiere televisieserie - James Van Ducci (Afl., Walk in the Sky, 1968)
- The Devil's Brigade (1968) - Maj. Gen. Hunter
- Dundee and the Culhane televisieserie - Mr. James (Afl., The Duelist Brief, 1967)
- Gunsmoke televisieserie - Majoor Glen Vanscoy (Afl., Major Glory, 1967)
- Waterhole #3 (1967) - Sheriff John H. Copperud
- Point Blank (1967) - Brewster
- That Girl Televisieserie - Giuseppe Casanetti (Afl., A Tenor's Loving Care, 1967)
- Mission: Impossible televisieserie - Josef Varsh (Afl., The Trial, 1967)
- Warning Shot (1967) - Paul Jerez
- The Wild Wild West televisieserie - Fabian Lavendor (Afl., The Night of the Ready-Made Corpse, 1966)
- Not with My Wife, You Don't! (1966) - Gen. Maynard C. Parker
- Bob Hope Presents the Chrysler Theatre televisieserie - Kapitein Ted Eyck (Afl., Massacre at Fort Phil Kearney, 1966)
- Hawaii (1966) - Charles Bromley
- Gunsmoke Televisieserie - Hootie Kyle (Afl., Wrong Man, 1957|The Wrong Man, 1966)
- The Time Tunnel televisieserie - Kolonel 'The Butcher' Southall (Afl., The Last Patrol, 1966)
- What Did You Do in the War, Daddy? (1966) - Gen. Bolt
- I Spy televisieserie - Dr. Karolyi (Afl., It's All Done with Mirrors, 1966)
- Slattery's People televisieserie - Luitenant Wayne Altman (Afl., A Sitting Duck Named Slattery, 1965)
- Dr. Kildare televisieserie - David Burnside (Afl., The Timebuyers, 1965)
- In Harm's Way (1965) - Lt. Commander Burke
- Profiles in Courage televisieserie - Grover Cleveland (Afl., Grover Cleveland, 1965)
- Ben Casey televisieserie - Dr. Wendel Clarke (Afl., Three Li'l Lambs, 1965)
- Slattery's People televisieserie - Victor Newleaf (Afl., Question: What Did You Do All Day, Mr. Slattery?, 1965)
- Voyage to the Bottom of the Sea televisieserie - Old John (Afl., Long Live the King, 1964)
- The Man from U.N.C.L.E. televisieserie - Walter Brach (Afl., The Green Opal Affair, 1964)
- Nightmare in Chicago (televisiefilm, 1964) - Rol onbekend
- Kraft Suspense Theatre televisieserie - James Van Ducci (Afl., Once Upon a Savage Night, 1964)
- Bob Hope Presents the Chrysler Theatre Televisieserie - Lawson (Afl., The Turncoat, 1964)
- The Fugitive televisieserie - Sheriff Bray (Afl., Flight from the Final Demon, 1964)
- The Great Adventure televisieserie - Johann Sutter (Afl., The Pathfinder, 1964)
- The Outer Limits televisieserie - Deimos (Afl., Controlled Experiment, 1964)
- The Silver Burro (televisiefilm, 1963) - N.S. Kellogg
- The DuPont Show of the Week televisieserie - N.S. Kellogg (Afl., The Silver Burro, 1963)
- The Defenders televisieserie - Dr. Hugh Morgan (Afl., Conspiracy of Silence, 1963)
- East Side/West Side televisieserie - George Audette (Afl., Age of Consent, 1963)
- Cleopatra (1963) - Casca
- Bonanza televisieserie - Tom Slayden (Afl., The Boss, 1963)
- The Eleventh Hour televisieserie - Dr. Dave Conway (Afl., Pressure Breakdown, 1963)
- Alcoa Premiere televisieserie - Charles Campion (Afl., The Dark Labyrinth, 1963)
- Stoney Burke televisieserie - Harry Clark (Afl., Webb of Fear, 1963)
- The Dick Powell Show televisieserie - Dr. Lyman Savage (Afl., Luxury Liner, 1963)
- Death Valley Days televisieserie - Senator Dave Broderick (Afl., A Gun Is Not a Gentleman, 1963)
- The Great Adventure Televisieserie - O'Rourke (Afl., The Man Who Stole New York City, 1963)
- Naked City televisieserie - Tony Corran (Afl., Spectre of the Rose Street Gang, 1962)
- The Untouchables televisieserie - Arnie Kurtz aka Albert Krim (Afl., Bird in the Hand, 1962)
- Lad, A Dog (1962) - Hamilcar Q. Glure
- Belle Sommers (televisiefilm, 1962) - Mr. Griffith
- Naked City Televisieserie - Owen Oliver (Afl., Goodbye Mama, Hello Auntie Maud, 1962)
- Dr. Kildare Televisieserie - Roy Drummond (Afl., The Burning Sky, 1962)
- Ben Casey Televisieserie - Father Joseph McGavin (Afl., Behold! They Walk an Ancient Road, 1962)
- Lonely Are the Brave (1962) - Hinton (vrachtwagenchauffeur)
- The Dick Powell Show Televisieserie - Leonard Barsvick (Afl., Pericles on 31st Street, 1962)
- The Defenders Televisieserie - Joshue Ryder (Afl., The Hidden Jungle, 1962)
- By Love Possessed (1961) - Bernie Breck
- The Americans televisieserie - Captain Garbor (Afl., The Coward, 1961)
- Parrish (1961) - Firechief
- Armstrong Circle Theatre televisieserie - Rol onbekend (Afl., Engineer of Death: The Eichmann Story, 1961)
- Play of the Week televisieserie - Rol onbekend (Afl., He Who Gets Slapped, 1961)
- A Fever in the Blood (1961) - Matt Keenan
- The Untouchables Televisieserie - Barney Lubin (Afl., Power Play, 1961)
- Armstrong Circle Theatre televisieserie - Doc Turner (Afl., Medicine Man, 1961)
- Shirley Temple's Story Book televisieserie - Appleyard (Afl., The Black Arrow, 1960)
- Adventures in Paradise televisieserie - Henry Gresham (Afl., Hangman's Island, 1960)
- Armstrong Circle Theatre Televisieserie - Rudolf Hess (Afl., Engineer of Death: The Eichmann Story, 1960)
- The United States Steel Hour televisieserie - Rol onbekend (Afl., Shadow of a Pale Horse, 1960)
- Sunday Showcase televisieserie - Frederick Katzman (Afl., The Sacco-Vanzetti Story: Part 1 & 2, 1960)

- Bibsys: 3119149
- Biblioteca Nacional de España: XX1597038
- Bibliothèque nationale de France: cb13898065b (data)
- Gemeinsame Normdatei: 121113825
- International Standard Name Identifier: 0000 0001 2283 491X
- Library of Congress Control Number: n85322457
- MusicBrainz: 2995af3a-441f-4cc8-b28e-7c38dbebed12
- Nationale Bibliotheek van Tsjechië: xx0180909
- Nationale bibliotheek van Australië: 35340539
- Nationale Bibliotheek van Israël: 987007446098105171
- Nederlandse Thesaurus van Auteursnamen: 101062877
- Istituto Centrale per il Catalogo Unico: DDSV289344
- Système universitaire de documentation: 135961920
- Virtual International Authority File: 100314512
- WorldCat: E39PBJkTbKVjYmtmD4rX9w3YT3